# Nieuw-Zeeland op de Olympische Zomerspelen 1936
Nieuw-Zeeland nam deel aan de Olympische Zomerspelen 1936 in Berlijn, Duitsland. Net als bij de vier voorafgaande edities werd er één medaille behaald, dit keer een gouden.

## Medailleoverzicht
| Sport    | Olympiër      | Discipline | Medaille |
| -------- | ------------- | ---------- | -------- |
| Atletiek | Jack Lovelock | 1500m (m)  | Goud     |

## Deelnemers en resultaten
(m) = mannen, (v) = vrouwen, (g) = gemengd

### Atletiek
| Olympiër       | Discipline | Resultaat    | Prestatie                                          |
| -------------- | ---------- | ------------ | -------------------------------------------------- |
| Vernon Boot    | 800m (m)   | halve finale | serie 2: 3de in 1.56,6 halve finale 1: 7de         |
| Vernon Boot    | 1500m (m)  | DNS          | serie 2: niet gestart                              |
| Jack Lovelock  | 1500m (m)  | Goud         | serie 2: 3de in 4.00,6 finale: 1ste in 3.47,8 (WR) |
| Jack Lovelock  | 5000m (m)  | DNS          | serie 1: niet gestart                              |
| Cecil Matthews | 5000m (m)  | series       | serie 3: 8ste                                      |
| Cecil Matthews | 10000m (m) | DNS          | niet gestart                                       |

### Boksen
| Olympiër          | Discipline  | Resultaat | Prestatie                                               |
| ----------------- | ----------- | --------- | ------------------------------------------------------- |
| Clarrie Gordon    | -57,2kg (m) | 16e       | 1ste ronde: V van FIN Karlsson: punten                  |
| Norman Fisher     | -61,2kg (m) | 9e        | 1ste ronde: vrij 2de ronde: V van ARG Oliver: punten    |
| Thomas Arbuthnott | -66,7kg (m) | 9e        | 1ste ronde: vrij 2de ronde: V van ARG Rodríguez: punten |

### Wielersport
| Olympiër     | Discipline       | Resultaat | Prestatie                                                     |
| Baan         | Baan             | Baan      | Baan                                                          |
| ------------ | ---------------- | --------- | ------------------------------------------------------------- |
| George Giles | sprint (m)       | 16e       | 1ste ronde: W van HUN Győrffy: 12,6 2de ronde: V van ITA Pola |
| George Giles | tijdrit (m)      | 8e        | 1.15,0                                                        |
| Weg          |                  |           |                                                               |
| George Giles | wegwedstrijd (m) | onbekend  |                                                               |

Afghanistan · Argentinië · Australië · België · Bermuda · Bolivia · Brazilië · Brits-Indië · Bulgarije · Canada · Chili · Colombia · Costa Rica · Denemarken · Duitsland · Egypte · Estland · Filipijnen · Finland · Frankrijk · Griekenland · Groot-Brittannië · Hongarije · IJsland · Italië · Japan · Joegoslavië · Letland · Liechtenstein · Luxemburg · Malta · Mexico · Monaco · Nederland · Nieuw-Zeeland · Noorwegen · Oostenrijk · Peru · Polen · Portugal · Republiek China · Roemenië · Tsjecho-Slowakije · Turkije · Uruguay · Verenigde Staten · Zuid-Afrika · Zweden · Zwitserland